# Batis erlangeri
Batis erlangeri е вид птица от семейство Platysteiridae.

## Разпространение
Видът е разпространен в Ангола, Бурунди, Камерун, Централноафриканската република, Чад, Демократична република Конго, Република Конго, Еритрея, Етиопия, Габон, Кения, Руанда, Сомалия, Южен Судан, Судан, Танзания и Уганда.